# Armand Grenet
Armand Grenet (ur. 10 kwietnia 1894 w Paryżu, zm. 16 marca 1972 w Pinet) – francuski rugbysta grający na pozycji skrzydłowego ataku, olimpijczyk, zdobywca srebrnego medalu w turnieju rugby union na Letnich Igrzyskach Olimpijskich w 1920 roku w Antwerpii.

## Kariera sportowa
W trakcie kariery sportowej związany był z klubem Biarritz Olympique.
Z reprezentacją Francji uczestniczył w turnieju rugby union na Letnich Igrzyskach Olimpijskich 1920. W rozegranym 5 września 1920 roku na Stadionie Olimpijskim spotkaniu Francuzi ulegli reprezentacji USA 0–8. Jako że był to jedyny mecz rozegrany podczas tych zawodów, oznaczało to zdobycie przez nich srebrnego medalu.

## Varia
- Podczas I wojny światowej służył w randze porucznika w wojskach lądowych. Za uratowanie kilku żołnierzy pomimo własnych ran został odznaczony Croix de Guerre. Podczas ceremonii w Les Invalides w czerwcu 1921 roku otrzymał natomiast Legię Honorową[1].
- Pracował w Banque de France, skąd we wrześniu 1921 roku sprzeniewierzył 400 tysięcy franków. Został aresztowany w Brukseli w grudniu tego roku i skazany na jeden rok więzienia[1].
- W grudniu 1922 roku poślubił Marguerite Marie Henriette Faudot. Pracował następnie jako przedstawiciel handlowy[1].